# Milton Ray Guevara
Milton Ray Guevara (nacido el 5 de mayo de 1948 en Samaná) es un abogado, catedrático, juez y constitucionalista dominicano. Fue presidente del Tribunal Constitucional de República Dominicana. Desde 28 de diciembre del 2011 hasta 12 de diciembre de 2023
Fue senador de la República Dominicana durante el período 1998-2002; renunció al cargo al ser designado Secretario de Estado de Trabajo el 16 de agosto de 2000 y ostentó la posición hasta el 16 de agosto de 2004.

## Estudios académicos
Se graduó como doctor en Derecho Público en la Universidad de Niza, Francia en 1975. Es licenciado en Derecho summa cum laude egresado de la Pontificia Universidad Católica Madre y Maestra (1965-1970). Además tiene un Diploma de Estudios Avanzados en Derecho Laboral, Universidad de La Sorbonne en París, Francia (1984); Diplomado de Estudios Superiores en derecho comparado (mention bien) de la Facultad Internacional de Derecho Comparado en Estrasburgo, Francia (1976); Diplomado en Derecho del Trabajo Comparado (mention sobresaliente) de la Escuela Internacional de Trieste, Italia (1976); Diplomado en Derecho Bancario Comparado de la Escuela de Derecho Bancario de Barcelona, España (1975); Certiﬁcados de Estudios Internacionales, Instituto del Derecho de la Paz  y del Desarrollo (mention bien, sobresaliente) de Niza, Francia (1974).

## Como docente
Fue profesor de maestría en la Universidad Iberoamericana, 2002-2011;  profesor del Departamento de Ciencias Jurídicas, Pontificia Universidad Católica Madre y Maestra, 1970-2012; director de la Maestría de Derecho Empresarial y Legislación Económica, Pontificia Universidad Católica Madre y Maestra, 1993-1996; director del Departamento de Ciencias Jurídicas de la Pontiﬁcia Universidad Católica Madre y Maestra, 1988-1997; decano de estudiantes con rango del Vicerrector de la Pontiﬁcia Universidad Católica Madre y Maestra, 1971-1972; es el actual profesor del Departamento de Ciencias Jurídicas, Pontiﬁcia Universidad Católica Madre y Maestra, desde 1970.

## Presidente del Tribunal Constitucional
Milton Ray Guevara asumió la presidencia del Tribunal Constitucional el 28 de diciembre de 2011, juramentado por el presidente Leonel Fernández. 
Hasta el 12 de diciembre de 2023 cuando fue sustituido por el Consejo Nacional de la Magistratura encabezada por el presidente de la República Dominicana Luis Abinader y en su lugar se escogió al Magistrado Napoleón Estévez Lavandier
Este Tribunal Constitucional ha sido, sin dudas, un factor clave en la evolución del derecho, no sólo en lo atinente a la dogmática del derecho constitucional y del procesal constitucional, sino que ha transformado ámbitos esenciales de nuestra actividad judicial, social y académica, impactando en espacios tan relevantes como en el sistema jurisdiccional, la comunidad jurídica y la academia universitaria.
Ha sentado importantes precedentes en las distintas materias que son acuñados por toda la comunidad jurídica en todas sus áreas de acción.
La labor de esta corte ha trascendido las fronteras dominicanas. Desde su instalación en el año 2012, se crearon lazos de hermandad, cooperación recíproca de carácter funcional y jurisdiccional, con los tribunales, salas y cortes constitucionales, tanto de la región de las Américas, como de otras latitudes continentales. 
En este transitar, como peregrino en busca de calidad de la justicia constitucional dominicana, el Dr. Milton Ray Guevara fue reconocido al ser elegido, para el período 2017-2020, miembro representante de las Américas en la Conferencia Mundial de Justicia Constitucional.

## Obras y publicaciones
- Doctrina Jurídica Dominicana: Un Aporte Personal (Editora Taller, 1990)
- Institucionalidad y Justicia, Vol. I (coeditor con la Licda. Lidia Cabral, Editora Taller, 1993)
- Institucionalidad y Justicia, Vol. II (colaboración de la Licda. Lidia Cabral)
- Institucionalidad y Justicia, Vol. III (colaboración del Lic. Eddy Tejeda)
- Separata de Doctrina: Ambiente Conceptual para una Legislación de Grupos Financieros Bancarios (Revista Ciencias Jurídicas, Pontificia Universidad Católica Madre y Maestra, 1998)
- Por un Samaná Mejor, Para un País Mejor (Gestión Senatorial 1998-2000)
- La Expropiación por Causa de Utilidad Pública en República Dominicana (tesis doctoral publicada en francés)
- La Guerra del Yom Kippur, Cese del Fuego, Superpotencias y Naciones Unidas (memoria para el certificado de Estudios Internacionales, Instituto de Derecho de la Paz y del Desarrollo)
- El Canal de Panamá y Las Naciones Unidas (memoria para el doctorado en derecho público)
- Los Extranjeros en la Seguridad Social (memoria para el Diploma de Estudios Avanzados (DEA))
- Opinión Constitucional (2014)[3]

## Condecoraciones y reconocimientos
- Reconocimiento Excelencia Docente, Asistencia y Evaluación Estudiantil, Universidad Iberoamericana, UNIBE, 25 de junio de 2010
- Orden Labor Omnia Vincit,  por la Asociación Iberoamericana de Derecho del Trabajo y de la Seguridad Social, noviembre de 2004
- Orden del Mérito de Duarte, Sánchez y Mella, Grado Gran Cruz placa de plata, 2004
- Reconocimiento por su apoyo en la coordinación e integración de las políticas laborales entre los países de la región. Consejo de Ministros de Trabajo de Centroamérica y República Dominicana, agosto de 2004
- Presidente de Honor Primer Congreso Nacional e Internacional de Derecho del Trabajo y de la Seguridad Social, San Pedro de Macorís, R.D. 29 de junio de 2001
- Condecorado por el Gobierno de Francia con la Orden de la Legión de Honor, en el Grado de Gran Oficial, 1999
- Reconocimiento a su aporte y dedicación al Primer Curso de Práctica Jurídica "Pasantía para Abogados", Colegio de Abogados, diciembre de 1994
- Supremo de Plata Jaycee´s 1994
- Condecoración por el Gobierno de la República de Francia con la Orden Nacional del Mérito en el Grado de Gran Oficial, 1987
- Miembro Honorario de la New York Chamber Of Commerce and Industry, noviembre de 1981